# 卡洛林小草书体

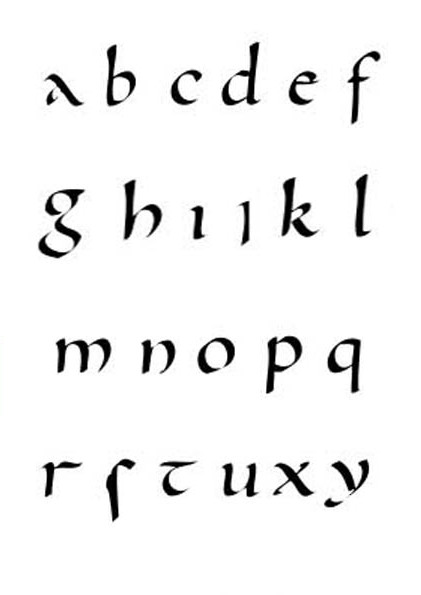
卡洛林小草书体字母

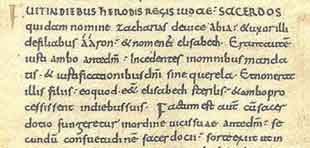
10世纪武加大译本的《路加福音》1:5–8样本

卡洛林小草书体是在欧洲发展起来的一种字体标准，该字体使得不同地区的识字群体可以轻松识别哲罗姆的武加大译本圣经的拉丁字母，由本笃会僧人阿尔琴于780年最先创造，于800年至1200年在神圣罗马帝国运用，后一度被淘汰。意大利文艺复兴时该字体再度兴起，成为现今罗马字体的基础。